# Moskenes
Moskenes is een gemeente op de Lofoten in de Noorse provincie Nordland. De gemeente telde 1073 inwoners in januari 2017. Moskenes omvat het zuidelijke deel van het eiland Moskenesøya.
Ten zuiden van Moskenes bevindt zich de uit de literatuur bekende Moskstraumen (beter bekend als de Maalstroom).
In de gemeente ligt het nationaal park Lofotodden dat werd opgericht in 2018.

## Economie
Moskenes leeft vooral van de visserij. De gemeente telt meerdere vissersplaatsen zoals Reine en Hamnøy. Rond de vissersdorpen staan uitgebreide stellages waaraan de kabeljauw wordt gedroogd in de open lucht tot stokvis. In het verleden waren er ook meerdere traankokerijen.
Dezelfde dorpen zijn in de zomer toeristencentra. De Lofoten, en dus ook Moskenes, liggen boven de poolcirkel en hebben meerdere weken profijt van de middernachtzon. Dat, samen met het indrukwekkende landschap, trekt ieder jaar meer toeristen uit met name Duitsland. Bijzonder populair is het huren van een zogenaamde rorbu.

## Plaatsen in de gemeente
- Å
- Sørvågen

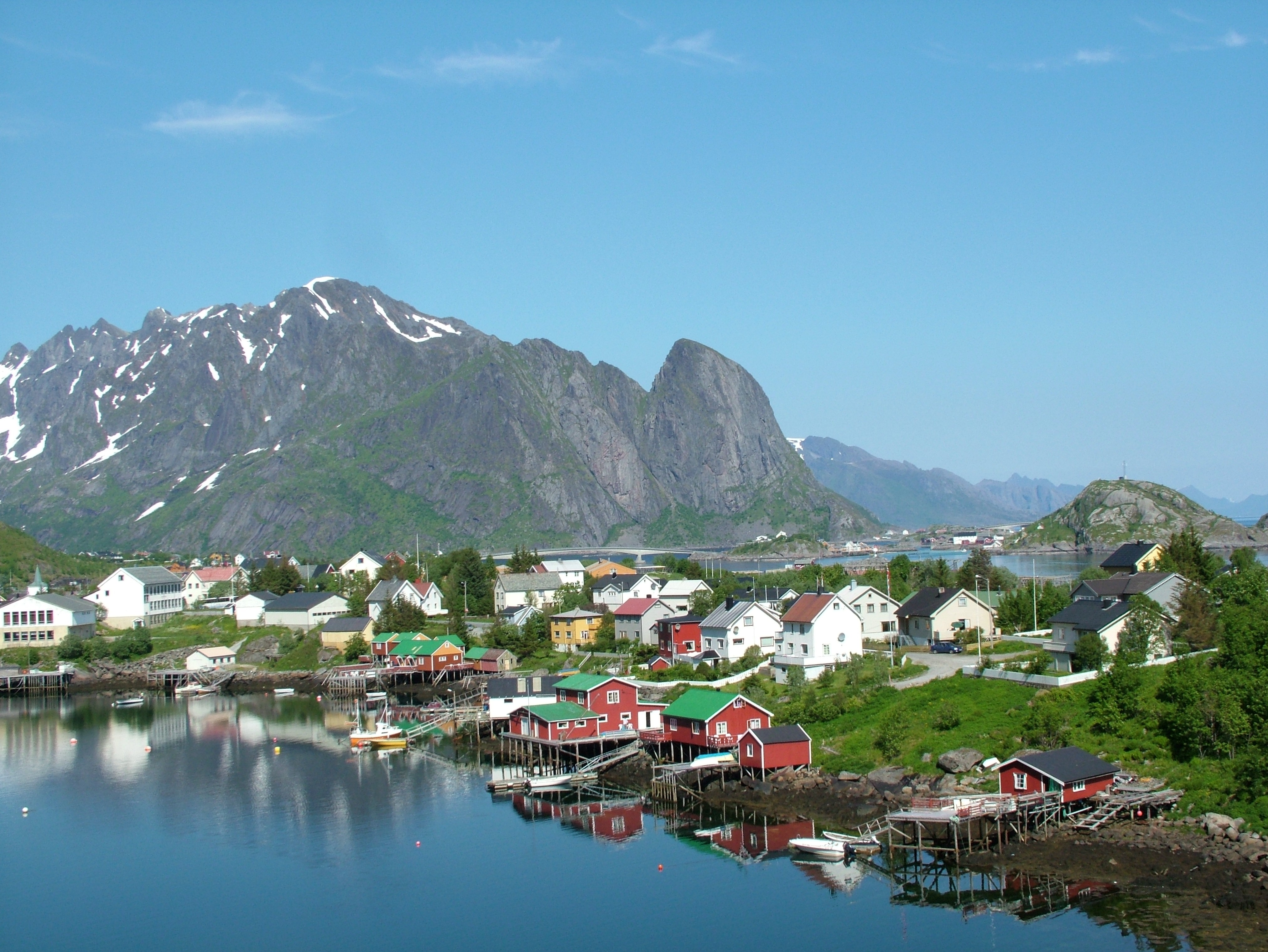
Reine
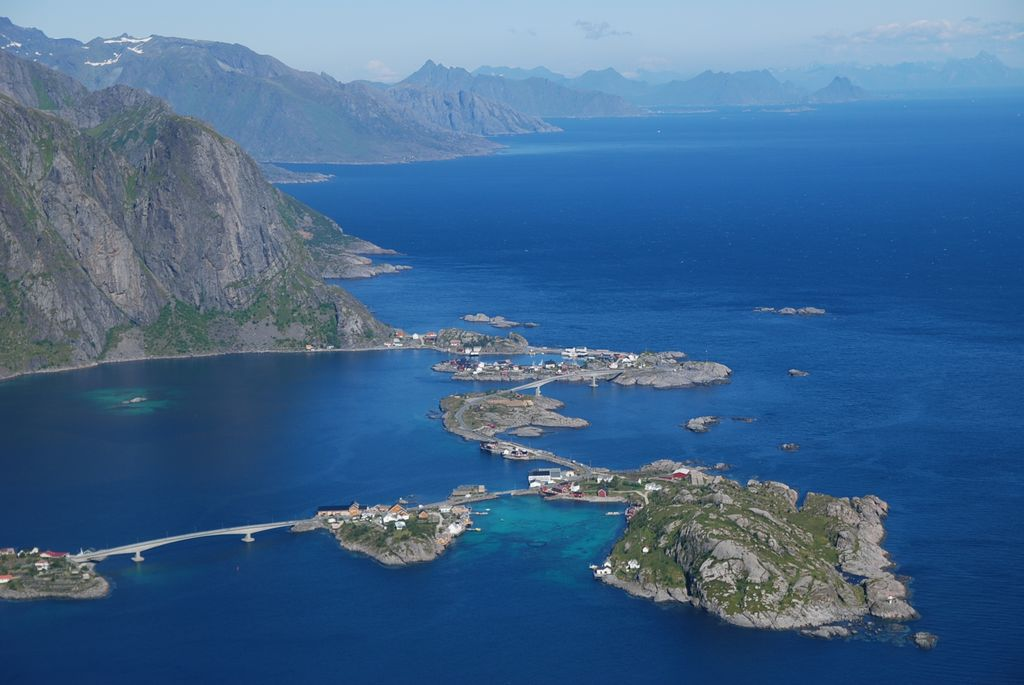
Hamnøy
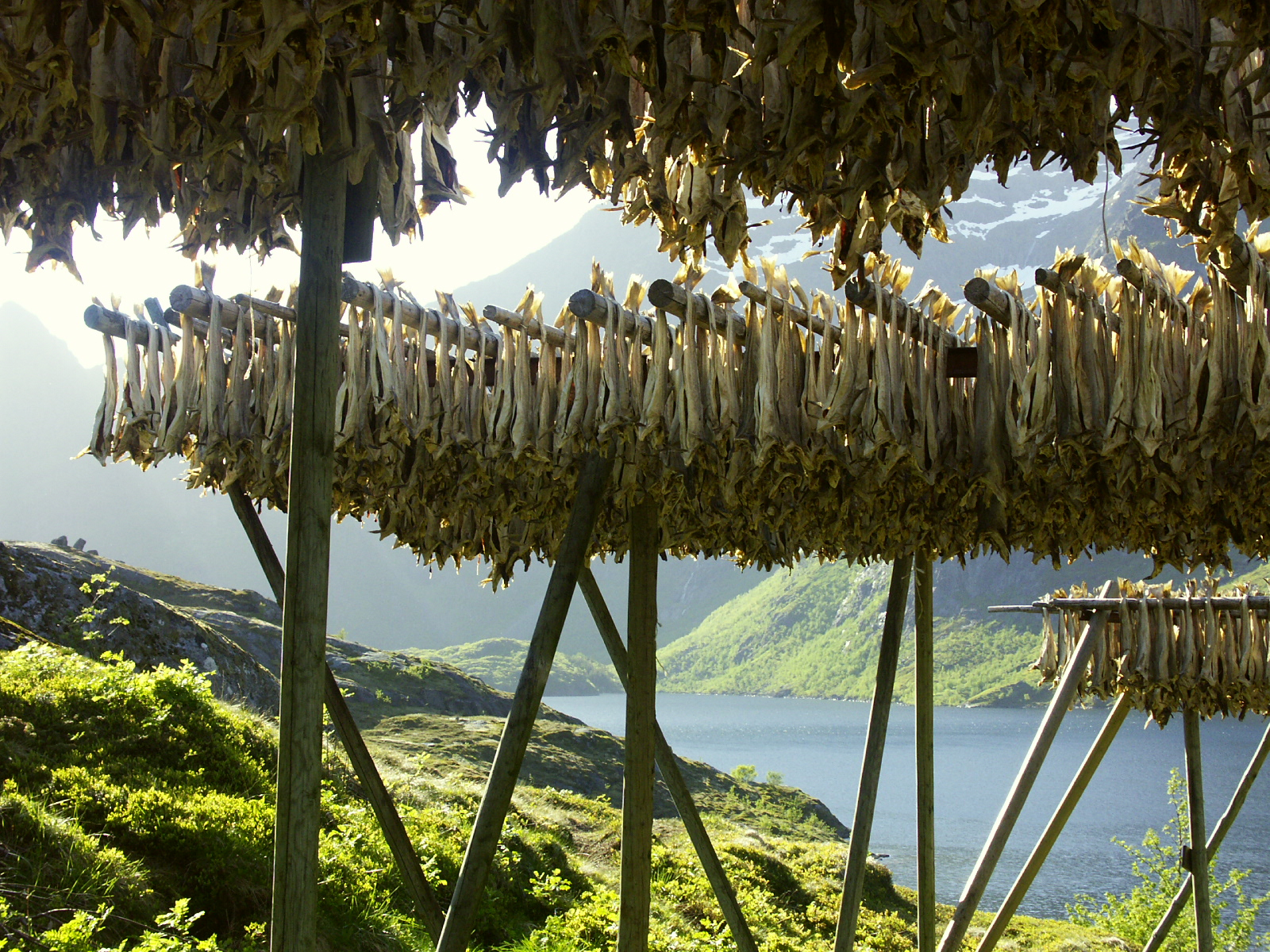
Stokvis
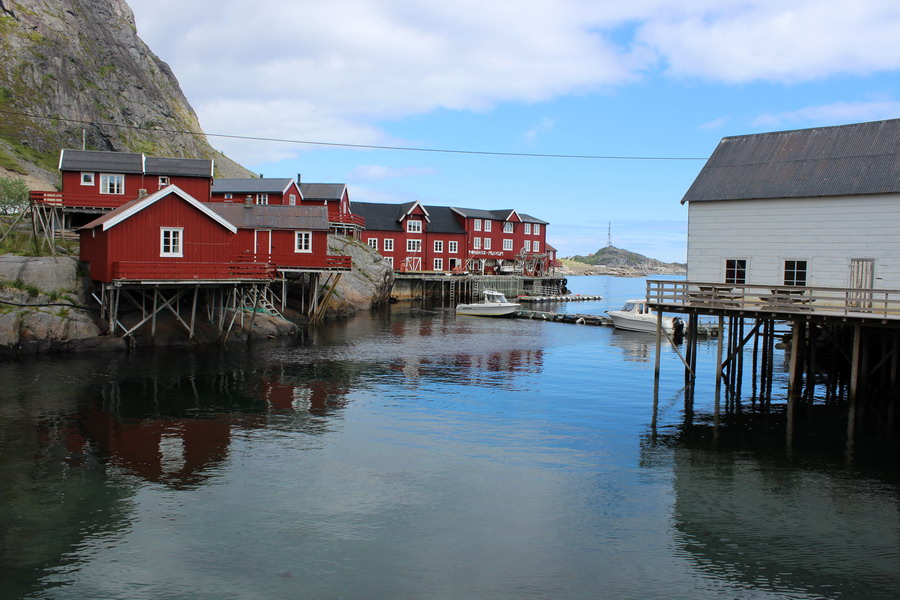
Å i Lofoten
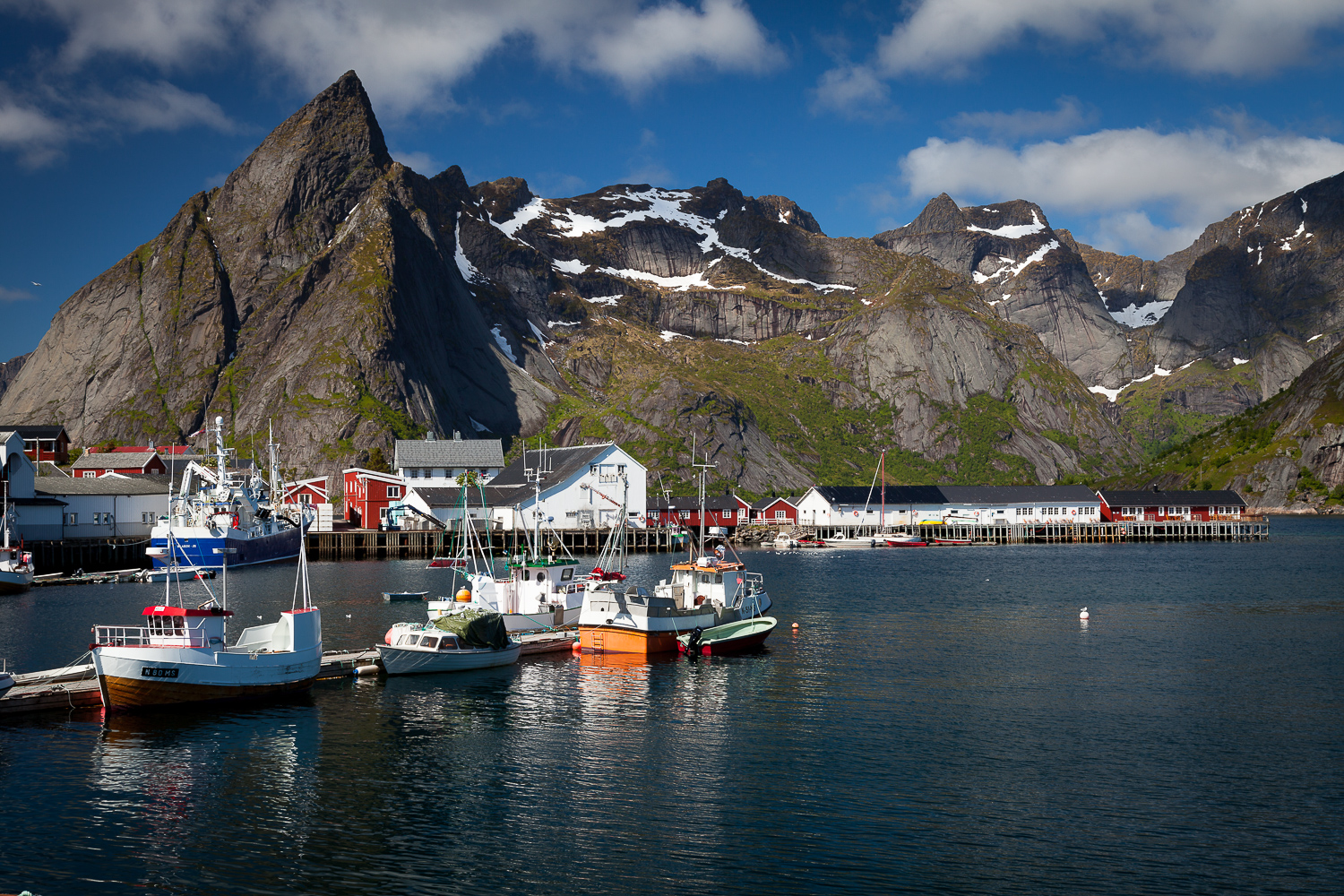
Lofoten
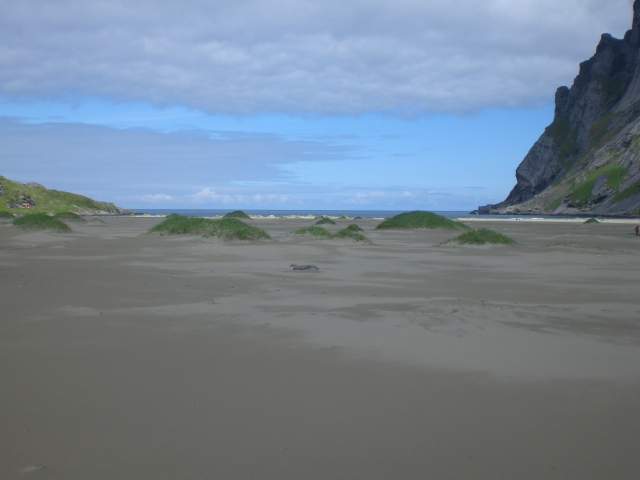
Bunesstranda in de winter

- Sakrisøy

- Reine
- Hamnøy
- Stokvis
- Å i Lofoten
- Lofoten
- Bunesstranda in de winter

Alstahaug · Andøy · Beiarn · Bindal · Bø · Bodø · Brønnøy · Dønna · Evenes · Fauske · Flakstad · Gildeskål · Grane · Hadsel · Hamarøy · Hattfjelldal · Hemnes · Herøy · Leirfjord · Lødingen · Lurøy · Meløy · Moskenes · Narvik · Nesna · Øksnes · Rana · Rødøy · Røst · Saltdal · Sømna · Sørfold · Sortland · Steigen · Træna · Værøy · Vågan · Vefsn · Vega · Vestvågøy · Vevelstad

Fylker van Noorwegen